# 乙型肝炎核心抗原

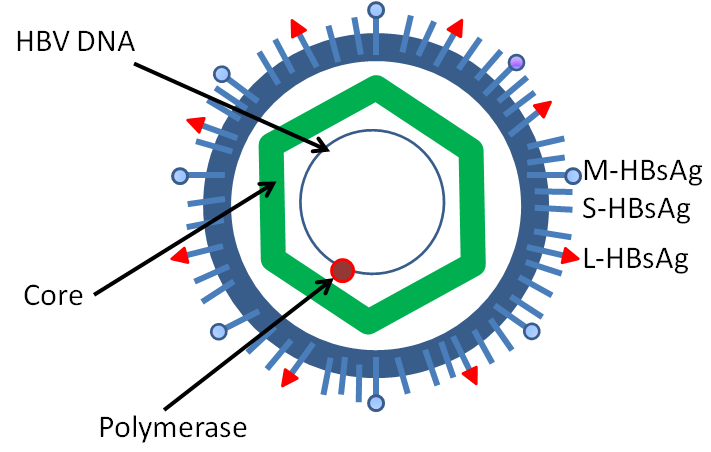
乙肝病毒图示：核心抗原为核心（绿色）的组成部分

乙肝病毒（HBV）基因组，其中粉色部分（ORF Core）编码核心抗原

乙型肝炎核心抗原（英語：Hepatitis b core antigen），简称乙肝核心抗原、HBcAg，是指乙型肝炎病毒的核心抗原。传统上认为该抗原不在血液中循环，故血清中无法探测到该抗原，但乙肝核心抗原相对应的乙肝核心抗体（anti-HBc/HBcAb）可被探测，成为乙肝血液检测的重要指标之一。
乙肝核心抗原是病毒复制活跃度的指标。而乙肝核心抗体“阳性”测试结果一般表示过去或现在（急性/慢性）的乙肝感染。患者在感染初期，乙肝核心抗体主要为IgM型，此后IgG型抗体也会出现。